# Political hip hop
Political hip hop  é um sub-gênero do hip hop que se desenvolveu nos anos 1980. Inspirados por pregadores políticos dos anos 1970 como The Last Poets e Gil Scott-Heron, Public Enemy foi o primeiro grupo de political hip hop. Grandmaster Flash and the Furious Five lançaram seu primeiro bem conhecido rap sócio-político em 1982 chamado The Message, numa época em que era comum os rappers fazerem músicas para dançar, não levando sua música tão a sério. The Message, porém, acabou inspirando vários outros rappers a aderirem conteúdos políticos a suas músicas.
Há centenas de artistas cujas músicas poderiam ser descritas como "políticas".

## Ideologia

### Nacionalismo negro
O Nacionalismo Negro foi uma ideologia subjacente à ala militante do movimento dos direitos civis na América do Norte nos anos 1970 e 1980. Ele desempenhou um papel no início do hip hop político e continua a ser um tema para muitos artistas contemporâneos do hip hop político. Proeminentes artistas nacionalistas incluem Tupac Shakur, Public Enemy, Geto Boys, Brand Nubian, Queen Latifah e Big Daddy Kane.

### Marxismo
O marxismo tem sido um elemento dos movimentos sociais mundialmente assim como no hip hop. Dois grupos marxistas na língua inglesa tem sido Marxman e The Coup. Ambos os grupos incorporam nacionalismo revolucionário em suas mensagens, Republicanismo Irlandês para Marxman e Nacionalismo Negro para The Coup. Sun Rise Above é outro menos conhecido artista marxista. Para esses cantores, luta de classes e anti-imperialismo são os principais temas recurrentes.